# Сесто-аль-Регена
Сесто-аль-Регена, Сесто-аль-Реґена (італ. Sesto al Reghena, вен. Sesto al Reghena) — муніципалітет в Італії, у регіоні Фріулі-Венеція-Джулія,  провінція Порденоне.
Сесто-аль-Регена розташоване на відстані близько 450 км на північ від Рима, 85 км на захід від Трієста, 16 км на південний схід від Порденоне.
Населення — 6355 осіб (2014).

## Демографія
Населення за роками:

Станом на 1 січня 2023 року в муніципалітеті офіційно проживало 366 іноземців з 44 країн, серед них 99 громадян країн Євросоюзу та 31 громадянин України.

## Сусідні муніципалітети
- Кйонс
- Чинто-Каомаджоре
- Кордовадо
- Груаро
- Морсано-аль-Тальяменто
- Сан-Віто-аль-Тальяменто